# Барон Макнейр
Барон Макнейр из Глениффера в графстве Ренфру — наследственный титул в системе Пэрства Соединённого королевства. Он был создан 4 августа 1955 года для адвоката и судьи, сэра Арнольда Макнейра (1885—1975). Он был первым президентом Европейского суда по правам человека. 
По состоянию на 2024 год носителем титула являлся его внук, Дункан Джеймс Макнейр, 3-й барон Макнейр (род. 1947), который наследовал своему отцу в 1989 году.

## Бароны Макнейр (1955)
- 1955—1975: Арнольд Дункан Макнейр, 1-й барон Макнейр (4 марта 1885 — 22 мая 1975), старший сын Джона Макнейра[1];
- 1975—1989: Клемент Джон Макнейр, 2-й барон Макнейр (11 января 1915 — 7 августа 1989), единственный сын предыдущего[2];
- 1989 — настоящее время: Дункан Джеймс Макнейр, 3-й барон Макнейр (род. 26 июня 1947), старший сын предыдущего[3];
  - Наследник титула: достопочтенный Томас Джон Макнейр (род. 24 декабря 1972), единственный сын предыдущего[4].